# إذاعة دمشق
إذاعة دمشق محطة إذاعية سورية حكومية تتبع الهيئة العامة للإذاعة والتلفزيون - سورية تبث من دمشق وتغطي كافة الأراضي السورية وجزء من أراضي الدول المجاورة، وهي ثاني إذاعة تأسست في الوطن العربي بعد صوت العرب في القاهرة.

## البداية
في الثالث من شباط عام 1947 بدأت إذاعة دمشق إرسالها بصوت الأمير يحيى الشهابي معلناً هنا دمشق
عقود مضت على بث الإذاعة السورية في عطاء مثمر ومهم ومرت في تجارب وصعاب كثيرة ولكنها أسفرت عن مؤسسات إعلامية مهمة كان لها دورها في نشر الثقافة والفنون والفكر إلى العالم أجمع.
بدأت الإذاعة بشكل خجول وبعد محاولات عدة لإثبات الوجود وبجهود أناس مخلصين أثمرت إذاعة وطنية لها مكانتها ودورها في المنطقة، كانت بداياتها في مبنى استؤجر في شارع بغداد عام 1947 حيث احتلت الإذاعة الطابق الأرضي وصاحب البناء في الطابق العلوي وعندما حاول صاحب البناء إخلاءها لم يستطع فلجأ إلى إزعاج الإذاعة بالإيعاز إلى أهله بالضرب والدق في جرن الكبة للتشويش على البث أو إحداث أصوات للإزعاج.
في تلك الفترة كان قد تم بناء المقر الجديد للإذاعة في شارع النصر قرب القصر العدلي تطور الخلاف بعد ذلك بين المالك والإذاعة خاصة بعد انتفاء حاجة وزارة الإعلام السورية للمبنى فلجأ المالك إلى هدم البناء.

## التغطية
في البداية لم يكن البث يغطي سوى أماكن محدودة من سوريا، تم تركيب أجهزة إرسال في كل المحافظات، ومن ثم تقوية البث الذي غطى جميع أنحاء سوريا لاحقاً، وحاليًا يتم بث الإذاعة باللغة العربية لتغطي سوريا وجوارها عبر موجات FM و AM وعبر الأقمار الاصطناعية وعبر الإنترنت لتصل إلى كافة أرجاء العالم، إضافة إلى برامج موجهة للناطقين باللغات الإنكليزية والفرنسية والإسبانية والعبرية والألمانية والروسية والتركية تبث عبر محطات تقوية وإعادة بث.

## تاريخ الإذاعة
إذاعة دمشق كانت من الإذاعات السباقة في الوطن العربي، وأشهر ما كان يميّزها في تلك الفترة هو اهتمامها الكبير باللغة العربية، إضافة إلى تخريجها للكثير من مشاهير الغناء والطرب في الوطن العربي، كـفيروز، وعبد الحليم حافظ، وفايزة أحمد وغيرهم.
استطاعت إذاعة دمشق خلال السنوات الأولى من تأسيسها أن تواكب الأحداث العامة في الوطن العربي في تلك الفترة، والتعبير عن أحوال الناس ومعيشتهم وطرح مختلف القضايا الاجتماعية بأسلوب طريف، من خلال أعمال درامية ساهم في تقديمها عدد من الفنانين الرواد منهم، حكمت محسن وأنور البابا وتيسير السعدي، وفهد كعيكاتي، وأول صوت نسائي هدى الشعراوي حيث كانت أعمال مميزة ومرتبطة بالأحداث التي تمر بها المنطقة العربية في ذلك الحين.

#### حقبة الوحدة
ثم جاء عام 1958 والوحدة بين سوريا ومصر، وقد كان لإذاعة دمشق النصيب الأكبر من ثمار هذه الوحدة، حيث تُوئمت مع إذاعة القاهرة، التي كانت آنذاك من أهم وأكبر الإذاعات العربية وقد استفادت إذاعة دمشق من هذه الخطوة، وأقامت المسابقات والدورات التدريبية والتبادل الإعلامي بين الإذاعتين، مثل مسابقة لاختيار مذيعين، ومعلقين سياسيين، وكُتّاب إذاعة، ومخرجين وممثلين، وغيرها من الأنشطة الإذاعية بإشراف لجان مشتركة بين الإذاعتين.
وقد نجح أربعة من المتقدمين وهم فاروق حيدر، ومروان عبد الحميد، وفائق بريزيني، ومحمد صالحية، وجميعهم أقاموا في القاهرة دورات تدريبية لمدة 6 أشهر، ومن ثم العودة إلى إذاعة دمشق التي كانت -في تلك الفترة- تعيش حدثين هامين، أولهما الوحدة بين سورية ومصر، والتطورات التي كانت تطرأ على الإذاعة حينئذ، والثاني هو نشوء التلفزيون العربي، وهو التلفزيون السوري اليوم، والذي أَثر سلباً على الإذاعة، عندما استلب خيرة الإذاعيين والمذيعين كسامي جانو، ومروان شاهين، وخلدون المالح، وعادل خياطة، فعانت الإذاعة من أن كبارها غادروها نحو التلفاز ومع ذلك حاولت التقدم مستغلة الفرص التي تتيحُها لها إذاعة القاهرة إضافة إلى الجهد الكبير الذي بذله فؤاد الشايب ويحيى الشهابي لكي تبقى الإذاعة واقفة على قدميها أمام التلفاز، الذي أصبح حلماً أمام مذيعي الإذاعة.

## برامج الإذاعة
قدمت إذاعة دمشق عبر تاريخها العديد من البرامج والمسلسلات الإذاعية التي تجاوزت شهرتها حدود سوريا نذكر منها:
- مسلسل يوميات عائلية، بطولة وفاء الموصللي وعصام عبه جي
- مسلسل حكم العدالة، بطولة نخبة من فناني سوريا
- مسلسل ظواهر مدهشة، تأليف طالب عمران
- برنامج مسابقات على الهواء طالب يعقوب
- برنامج حكواتي الفن، إعداد وتقديم رفيق سبيعي
- برنامج دمشق معكم على الهواء تقديم جمال الجيش

## أعلام الإذاعة
على مدى مسيرة الإذاعة الممتدة لسبعة عقود، برزت عدة أسماء بين إداريين ومعدين ومذيعين أصبحوا جزءًا من تاريخ سوريا.

### مديرو الإذاعة
- يحيى الشهابي، إعلامي وكاتب شارك في تأسيس الإذاعة.
- سليم الزركلي، الأديب الشاعر.
- فؤاد الشايب، الأديب القاص.
- أحمد عسة.

### المذيعون
- عادل خياطة، مذيع سوري يعد من أروع الأصوات التي شهدتها إذاعة دمشق.
- داوود يعقوب، كبير المذيعين، ومعد، وكاتب، ومخرج.
- سامي الشمعة، صحفي ومشارك بتأسيس إذاعة دمشق.
- فؤاد شحادة، من المذيعين الرواد اشتهر بالنقل الخارجي.
- طالب يعقوب، مذيع ومقدم برامج اشتهر ببرنامجه مسابقات على الهواء.
- عدي سلطان، مذيع ومعد ومقدم برامج اشتهر ببرنامجه أفكار للإعمار.

## روابط خارجية
- وزارة الإعلام السورية
- الهيئة العامة للإذاعة والتلفزيون
- Radio-Damascus